# Kim Ekdahl du Rietz
Kim Ekdahl du Rietz (Lund, 23 de julho de 1989) é um handebolista profissional sueco, medalhista olímpico.
Ele participou da Seleção Sueca, que conquistou a medalha de prata nos Londres 2012.